# Christopher Kosgei
Christopher Koskei ou Christopher Kosgei (né le 14 août 1974) est un athlète kényan spécialiste du 3 000 mètres steeple. 

## Carrière
Deux ans après avoir remporté sa première médaille lors d'une compétition internationale, l'argent sur le 3 000 mètres steeple des Championnats d'Afrique de Durban, Christopher Koskei se révèle au grand public durant la saison 1995 grâce notamment à ses performances chronométriques dans les courses de fond. Il établit durant cette année les meilleures performances de sa carrière sur 3 000 m et sur 5 000 m. Sélectionné dans l'équipe du Kenya pour participer aux Championnats du monde d'athlétisme sur le 3 000 m steeple, son épreuve de prédilection, le Kényan se distingue en courant pieds-nus durant toute la compétition. Qualifié pour sa première finale planétaire, il s'incline largement face à son compatriote Moses Kiptanui, double champion du monde en titre de la discipline. 
Christopher Koskei participe aux Championnats du monde d'athlétisme 1999 de Séville. Disposant désormais de chaussures de courses, sponsor oblige, il fait figure de favori du 3 000 m steeple après sa performance de 8 min 05 s 43 réalisée quelques jours plus tôt lors du Meeting de Zurich. Qualifié aisément pour la finale, il remporte son premier titre mondial en 8 min 11 s 76, devançant son compatriote Wilson Boit Kipketer et le Marocain Ali Ezzine.

## Palmarès
| Année | Compétition              | Venue        | Résultat | Épreuve         |
| ----- | ------------------------ | ------------ | -------- | --------------- |
| 1993  | Championnats d'Afrique   | Durban       | 2e       | 3 000 m steeple |
| 1995  | Championnats du monde    | Göteborg     | 2e       | 3 000 m steeple |
| 1999  | Championnats du monde    | Séville      | 1er      | 3 000 m steeple |
| 1999  | Jeux africains           | Johannesburg | 3e       | 3 000 m steeple |
| 1999  | Jeux mondiaux militaires | Zagreb       | 3e       | 3 000 m steeple |

## Records
- 3 000 m steeple - 8 min 05 s 43 min (1999)
- 3 000 m - 7 min 54 s 75 min (1995)
- 5 000 m - 13 min 40 s 17 min (1995)
- 10 000 m - 29 min 45 s 62 min (1996)